# Laurie Records
Laurie Records è una casa discografica statunitense, con base a New York ed attiva particolarmente negli anni sessanta.
L'etichetta è stata fondata nel 1958 da Gene Schwartz ed Allan I. Sussel.
Agli inizi degli anni ottanta è stata incorporata dalla EMI (poi EMI-Capitol Records). Ha cambiato conseguentemente il nome in 3C Records, dove le tre C stanno per Communications Continental e Corporation.

## Artisti che hanno inciso per la Laurie Records
- The Chiffons (che hanno registrato anche come Four Pennies)
- Gerry & The Pacemakers
- Bobby Goldsboro
- The Jarmels
- The Equals
- Dion and the Belmonts
- Dion DiMucci (incisioni da solista)
- The Mystics
- The Balloon Farm
- The Barbarians
- Birdwatchers
- Mara Lynn Brown
- California (con Les Fradkin)
- The Clique
- Church Street Five
- Gary "U.S." Bonds
- Dean & Jean
- Don Lombardi
- Jamie Lyons e The Music Explosion)
- Lou Monte
- Randy & The Rainbows
- Rats
- Royal Guardsmen
- The Sound Investment
- Tom Selden
- Tropics
- Uncalled For
- Valerie Tyler
- Don Benjamin
- Wigren and Drago
- Think
- Barbara M
- New Hope
- The Montage